# Batalla de Angol
La batalla de Angol fue una batalla de la Guerra de Arauco, acaecida el 25 de marzo de 1564 en la que salieron victoriosos los españoles.

## Antecedentes
En Los Infantes, el capitán Lorenzo Bernal del Mercado había descubierto que los rebeldes habían construido un pucará para establecer un bloqueo de la ciudad. Bernal del Mercado ordenó a una patrulla de reconocimiento, la que señaló que los indígenas en la marca del toqui Illangulién habían elegido una posición inexpugnable en un pantano y decidieron retirarse.
Las tropas de Illangulién se movilizaron a una segunda posición, más cerca de Angol, a la que el capitán Lorenzo Bernal del Mercado respondió con un nuevo reconocimiento. Al comprobar que esta nueva posición también era inexpugnable, se retiró nuevamente. Con la sensación de victoria y de que la destrucción de Angol era inminente, un destacamento mapuche situado en una tercera posición, frente al río sobre una pequeña loma, se quedó en espera de refuerzos de su cuerpo principal en la posición anterior. 
Sin embargo, en esta tercera posición le falló el cálculo al cacique, pues, sin darse cuenta, se había metido en una trampa, ya que había cortado cualquier camino para una posible retirada, al quedar encajonado entre los españoles y el río. Del Mercado reconoció la crítica situación de sus enemigos.

## El combate
Esta vez, dada su peligrosa proximidad a Los Infantes, el capitán Bernal del Mercado optó por atacar la posición y explotar la debilidad antes de que más mapuches llegaran. En la batalla los españoles sorprendieron y expulsaron a los mapuches de su pucará y los persiguieron hasta la orilla del río, donde fueron atrapados y 1000 mapuches murieron incluido el toqui Illanguelén, y muchos más fueron heridos o capturados.  Bernal ordenó que algunos de los cautivos fueran asesinados y otros fueron mutilados. Cuando la noticia llegó al resto del ejército mapuche en vez de atacar a Angol se dispersaron.